# Nass El Ghiwane
Nass El Ghiwane, arabiska: ناس الغيوان, alias: The Rolling Stones of Morocco, är en marockansk folkmusikgrupp grundad 1971 i Casablanca, Marocko.